# Plistobunus
Plistobunus is een geslacht van hooiwagens uit de familie Epedanidae.
De wetenschappelijke naam Plistobunus is voor het eerst geldig gepubliceerd door Pocock in 1903. 

## Soorten
Plistobunus is monotypisch en omvat slechts de volgende soort:
- Plistobunus rapax